# Franz Wolff-Metternich
Franz Florentin Maria Graf Wolff-Metternich zur Gracht (* 31. Dezember 1893 in Feldhausen; † 25. Mai 1978 in Köln) war ein deutscher Kunsthistoriker, ab 1933 Mitglied der NSDAP, und von 1928 bis 1950 Landeskonservator für die  Rheinprovinz bzw. 1945/1946 für die Provinz Nordrhein und nachfolgend für die Regierungsbezirke Aachen, Düsseldorf und Köln.

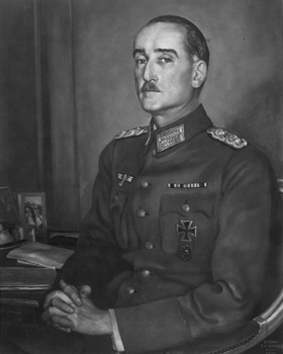
Portrait de Franz Wolff-Metternich par Serge Ivanoff, Paris, 1942.

## Leben
Wolff-Metternich entstammt der Familie Wolff-Metternich. Seine Eltern waren Ferdinand Graf Wolff-Metternich (1845–1938) und Flaminia Prinzessin zu Salm-Salm (1853–1913). Er studierte ab 1913 Kunstgeschichte an der Universität in Bonn, wo er 1923 bei Paul Clemen promoviert wurde. Anschließend arbeitete er in der Denkmalpflege der Rheinprovinz, von 1928 bis 1950 als Provinzialkonservator – unterbrochen nur 1940 bis 1950. 1936 wurde Metternichs Bonner Lehrauftrag von der Denkmalpflege auf die gesamte rheinische Kunst ausgeweitet und eine Honorarprofessur befürwortet.
Ab dem 1. Mai 1933 war Metternich Mitglied der NSDAP. Als Leiter der Rheinischen Denkmalpflege war er ab 1939 Koordinator der kriegsbedingten Auslagerung der rheinischen Kunstschätze im Auftrag des Oberpräsidenten der Rheinprovinz. Von 1940 wurde Metternich durch Reichskonservator Robert Hiecke beim Reichsministerium für Wissenschaft, Erziehung und Volksbildung zum Beauftragten für Kunstschutz in den besetzten Gebieten beim Oberkommando des Heeres berufen, der für den Aufbau und die Koordination der Abteilungen für Kunstschutz in den Ländern unter Militärverwaltung zuständig war. Auf Betreiben des Reichsmarschalls Hermann Göring wurde er im Juni 1942 beurlaubt und 1943 aus dem Militärdienst entlassen, da er in Kooperation mit Jacques Jaujard, dem Leiter der französischen Nationalmuseen versucht hatte, wichtige Sammlungen vor dem Abtransport nach Deutschland zu schützen.
1945 wurde Metternich durch die englische Militärregierung ins Amt als Leiter der Rheinischen Denkmalpflege wieder eingesetzt. Ihm oblag die Koordination der Rückführung rheinischer Kunstschätze aus den Sicherungsdepots und der Wiederaufbau der Kunstdenkmäler. 1950 bis 1952 war Metternich für das Auswärtige Amt tätig, von 1953 bis zum Ruhestand 1962 war er Direktor der Bibliotheca Hertziana in Rom.

## Familie
Auf Schloss Herdringen heiratete er am 5. November 1925 kirchlich Alix Reichsfreiin von Fürstenberg (1900–1991), eine Tochter von Engelbert Egon von Fürstenberg-Herdringen. Das Paar hatte folgende Kinder:
- Johann Adolf (1926–1995)
- Winfried (* 1928), ⚭ 1960 mit Ina Wirz (* 1932)
- Theresia (* 1930), ⚭ 1953 mit Clemens Graf von und zu Hoensbroech (* 1926)
- Antonius (* 1933), ⚭ 1981 mit Ulrike Schirmer (* 1954)

## Film
- Francofonia, historischer Film, Frankreich/Deutschland/Niederlande 2015, Regie: Alexander Sokurov. (Benjamin Utzerath als Franz Wolff-Metternich)